# Enlèvement de la famille Bibas
Pour les articles homonymes, voir Bibas.
L'enlèvement de la famille Bibas a lieu le 7 octobre 2023, durant l'attaque terroriste menée par le Hamas en Israël et plus précisément le massacre du kibboutz de Nir Oz. Les quatre membres kidnappés de la famille israélo-argentino-péruvienne Bibas (hébreu : ביבס) sont un couple et ses deux enfants dont un bébé prénommé Kfir qui est le plus jeune otage capturé. Ses grands-parents maternels font partie des 1 205 personnes tuées par le Hamas et autres factions durant cette journée. La situation de la mère et de ses deux jeunes enfants fait l'objet d'une large couverture médiatique internationale, et l'image du nourrisson roux âgé de 9 mois au moment de son enlèvement devient un symbole des otages et des violences du Hamas.
La mère de famille et ses deux enfants sont tués en novembre 2023 dans un bombardement aérien israélien selon le Hamas. Après la libération du père de famille Yarden Bibas le 1er février 2025, le Hamas restitue le 20 février à Israël les corps des deux frères Ariel et Kfir, détenus par un autre groupe armé, les (en) Brigades Al-Mujahideen, et dont selon l’État israélien l'expertise médico-légale prouve qu’ils ont été « tués à mains nues et leurs corps suppliciés par les terroristes palestiniens ». La dépouille de la mère, Shiri Bibas, est restituée plus tard, dans la nuit du 21 au 22 février, le Hamas ayant initialement remis un corps qui n’était pas le sien la veille ; les analyses concluent selon l’État israélien qu'elle a également été assassinée en captivité.

## Déroulement

### Contexte
Avant l'attaque palestinienne du 7 octobre 2023, la famille Bibas aurait envisagé de quitter le kibboutz Nir Oz (sud-ouest d'Israël) et de déménager sur les hauteurs du Golan (territoire syrien occupé par Israël depuis la guerre des Six Jours en 1967), fatiguée qu'elle était de sa peur constante liée aux lancements de roquettes palestiniennes sur le territoire israélien et à sa proximité de la bande de Gaza.
Le kibboutz Nir Oz, peuplé alors d'environ 400 habitants, où vit la famille Bibas, est le théâtre d'une des attaques les plus sanglantes menées sur Israël le 7 octobre depuis la bande de Gaza par le Hamas. « Dans le kibboutz, environ un habitant sur quatre a été tué ou kidnappé le 7 octobre 2023 ».
L'ensemble des attaques de ce jour font plus de 1 160 morts du côté israélien, majoritairement des civils israéliens, binationaux et étrangers,. « Plus de 250 personnes ont été pris en otages par le Hamas et ses alliés le 7 octobre dont plus de 75 capturées à Nir Oz » et 35 assassinées,.

### Présentation

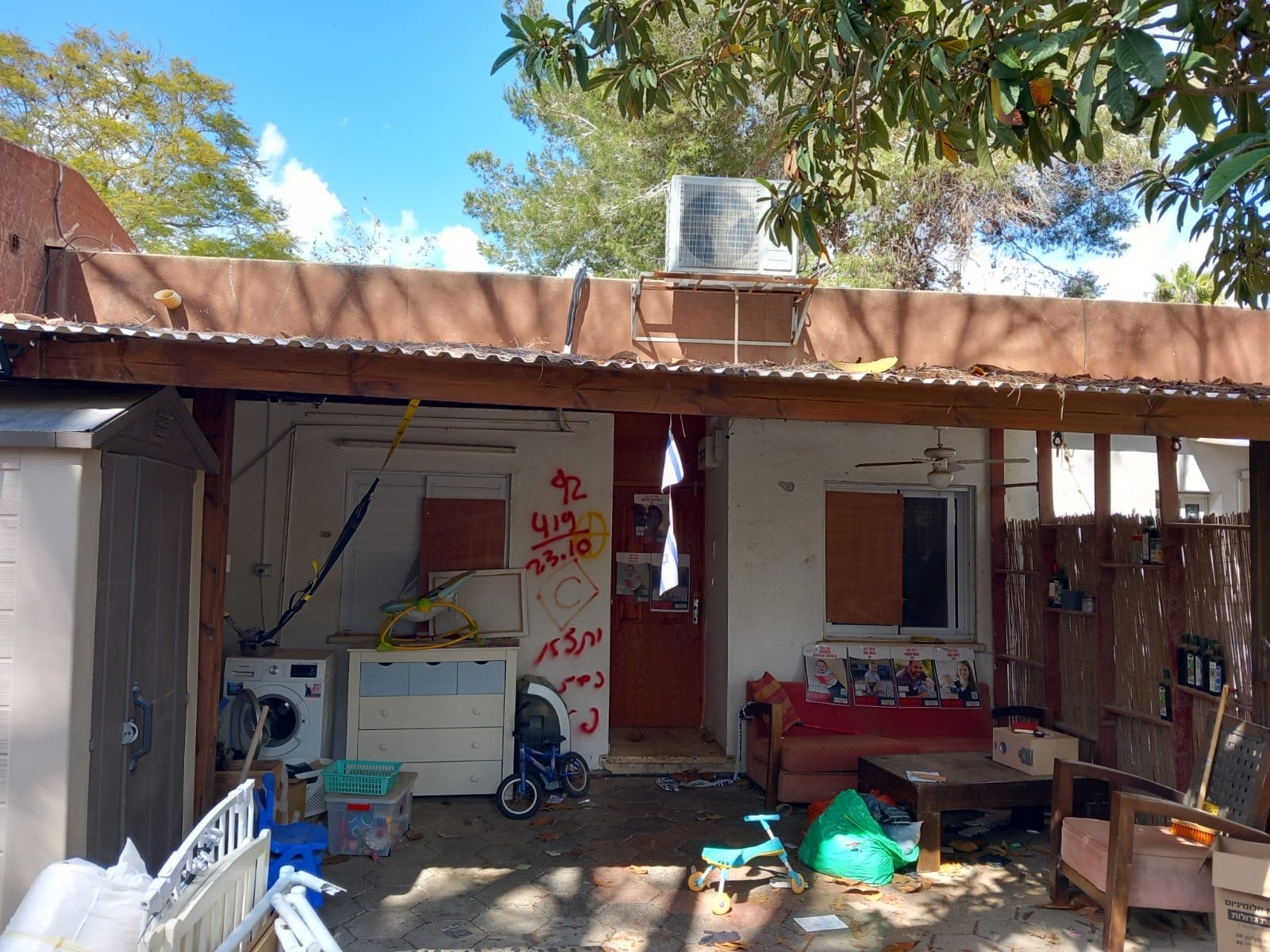
Maison de la famille Bibas après l'attaque au kibboutz Niz Oz.

Le 7 octobre 2023, jour de repos de Shabbat et de la fête juive de Sim'hat Torah, l'organisation terroriste islamiste palestinienne Hamas enlève à leur domicile quatre membres de la famille israélo-argentino-péruvienne, Bibas (hébreu : ביבס), un couple marié et ses deux enfants, qui résident dans le kibboutz Nir Oz,. Il s'agit de Shiri Bibas (née Silverman), 32 ans, et Yarden (Jordan) Bibas, 34 ans, soudeur de profession, de leur fils aîné Ariel, 4 ans, et du bébé Kfir, presque 9 mois, le plus jeune otage capturé lors des attaques coordonnées de ce jour. Shiri et ses deux fils ont également la nationalité allemande.
Les grands-parents maternels, Yosef José Luis (Yossi) Silverman, mécanicien originaire d'Argentine, et Margit Silverman (née Schneider), éducatrice originaire du Pérou et atteinte alors de la maladie de Parkinson, 67 et 63 ans, qui vivent également à Nir Oz, disparaissent lors de l'attaque du kibboutz et leur maison est entièrement incendiée, le 7 octobre. Leurs corps assassinés ne sont retrouvés et identifiés que le 21 octobre,,,. Leurs funérailles ont eu lieu deux jours plus tard,.
En tout, trente-cinq personnes sont tuées lors du massacre de Niz Oz du 7 octobre 2023.
Selon des informations datant du jour de l'enlèvement, le père de famille, Yarden Bibas, envoie dès 6h30 un message à sa sœur pour l'informer de la situation des combats dans et autour du kibboutz Nir Oz : les tirs de roquettes puis l'entrée de terroristes dans le kibboutz. Il partage de ses émotions : « J'ai l'impression que c'est la fin. J'ai peur de mourir ». Vers 9h43, il envoie le message « Ils sont à l'intérieur » et peu de temps après, le dernier message « Je t'aime (...) Je les entends hurler »,.
Plus tard, la famille est réfugiée dans la pièce sécurisée de sa maison de Nir Oz. Yarden Bibas la quitte pour tenter de distraire les hommes armés et de sauver sa famille mais il est capturé séparément du reste de sa famille.
Le jour-même des attaques, une vidéo montrant Shiri Bibas en détresse, le visage terrifié, ne cessant de dire « Arrêtez, arrêtez » aux hommes armés qui l'entourent, tout en tenant serrés dans ses bras ses deux jeunes enfants à la chevelure rousse, enveloppés dans une couverture, est diffusée sur les réseaux sociaux et par les médias,,. Séparément, des photographies circulent ensuite du mari et père, Yarden Bibas, saignant de la tête et molesté par des terroristes, ce même jour,.
Muthana (al-)Najjar, un activiste gazaoui influent sur les réseaux sociaux, dont le compte Facebook est plusieurs fois suspendu pour ses publications, et également journaliste, accompagne « les terroristes du Hamas et du Jihad islamique lors de leur incursion dans le kibboutz Nir Oz le 7 octobre » et filme  « l’enlèvement de Shiri Bibas et de ses enfants Kfir et Ariel depuis le kibboutz vers Gaza, diffusant l’événement en direct pour les habitants de Gaza », puis filme leur transfert à Khan Younès dans la bande de Gaza. La chaîne publique israélienne Kan 11 informe que Najjar a réussi à fuir secrètement la bande de Gaza pour l’Égypte via le passage de Rafah, aidé par l’organisation du Jihad islamique palestinien à laquelle il est affilié, peu de temps avant qu’Israël reprenne le contrôle de la zone. Rapidement, un bombardement aérien de l’armée de l'air israélienne détruit sa maison à Khan Younès. Recherché, Najjar cache sa fuite à l'étranger en continuant à publier ses reportages sur les réseaux sociaux comme s’il était toujours dans la bande de Gaza.

### Captivité
Shiri Bibas et ses tout jeunes enfants, enlevés à Nir Oz séparément du père de famille Yarden Bibas, sont transférés des mains du Hamas aux agents du groupe salafiste Kataeb Al-Mujahidine et détenus par cette petite organisation dans la région de Khan Younès de la bande de Gaza,,.
Selon le journal Haaretz, Shiri Bibas et ses enfants ont été enlevés par un gang mafieux palestinien de Khan Younès appelé « Les Seigneurs du Désert » ; Le lien entre le Hamas et ce groupe n’est ni hiérarchique ni contraignant Selon les Forces de défense israéliennes (FDI), le Hamas transfère les otages Bibas vers un autre groupe terroriste palestinien à Gaza,. Fin novembre 2023, le directeur du département de la Diplomatie publique à l’Ambassade d’Israël à Paris annonce que les Bibas sont détenus par le Front populaire de libération de la Palestine (FPLP), mouvement terroriste selon l’Union européenne, les États-Unis et Israël. Fin février 2024, s'appuyant notamment sur des images de vidéosurveillance retrouvées à Khan Younès, les autorités israéliennes se prononcent plus justement pour le mouvement terroriste palestinien des (en)Brigades Al-Mujahideen (arabe :  حركة المجاهدين الفلسطينية) - collaborant étroitement avec la branche armée du Jihad islamique palestinien, Saraya Al Quds -  et craignent pour leur sort,.
De son côté, après son enlèvement, Yarden Bibas aurait demandé à ses ravisseurs à plusieurs reprises des nouvelles de sa femme et de ses enfants. Ses ravisseurs lui répondent que sa famille a échappé à la capture et a été repérée à Tel-Aviv. Le 30 novembre, une vidéo de propagande réalisée sous la contrainte par le Hamas est publiée montrant Yarden Bibas barbu, en larmes mais vivant et lui-même toujours otage, annonçant que le reste de sa famille est mort,, ou dans laquelle il lui est annoncé cette nouvelle. Plus tard, une ancienne otage témoigne qu'elle et un autre otage ont reçu à ce moment-là l'ordre des membres du Hamas de dire à Yarden que sa famille avait été tuée lors d'un bombardement de Tsahal sur Gaza. Lorsqu'elle a refusé, les terroristes ont ordonné à l'autre otage de lui servir de traducteur. Leurs geôliers ont alors filmé la réaction éplorée du père de famille, au cours de laquelle il aurait reçu pour instruction de blâmer le Premier ministre israélien Benjamin Netanyahu pour la mort des siens.
Il s'avèrera que Yarden Bibas est tenu captif la plupart du temps à l'isolement dans une cellule souterraine de la bande de Gaza, exposé rarement à la lumière du jour. Il y est affamé, ne recevant à manger que certains jours, ce qui lui fait perdre 15 kilos. Il n'est autorisé à rencontrer d'autres otages que pendant les repas. Quand il demande à être détenu avec un ami rencontré pendant sa captivité, on le lui refuse.

### Efforts pour leur libération
Shiri Bibas et ses enfants devaient être libérés dans le cadre de l'accord de cessez-le-feu entre Israël et le Hamas, entré en vigueur le 24 novembre 2023, pour un échange entre kidnappés en Israël et prisonniers palestiniens. Israël considère la non-libération des Bibas comme une violation de l'accord. Le 29 novembre, la branche militaire du Hamas, les Brigades Izz al-Din al-Qassam, publie un communiqué selon lequel la mère et les deux enfants Bibas ont été tués dans des frappes aériennes israéliennes sur Khan Younès dans la bande de Gaza, « après avoir été détenus pendant 20 jours »,,,,. De son côté, Israël déclare qu'il n'y a aucune preuve de cette affirmation et veut vérifier la fiabilité de l'information qui ferait partie d'une guerre psychologique ,,,. Parallèlement, le Hamas affirme avoir proposé de remettre les corps de Shiri Bibas et de ses deux enfants, et d’avoir proposé de libérer Yarden Bibas, ce qui n'est pas prouvé car aucun communiqué ofiiciel du Hamas ne va en ce sens,.
Le lendemain, après 55 jours sans nouvelles, une vidéo de propagande réalisée sous la contrainte par le Hamas montre l'otage Yarden Bibas fondant en larmes à l'annonce de la mort de sa famille et blâmant les choix politiques de Benjamin Netanyahu,,,.
Le 17 avril 2024, une autre vidéo est publiée dans laquelle Yarden Bibas est vu lors de son enlèvement à Gaza du 7 octobre, le visage couvert de sang, et des terroristes le maltraitant,.

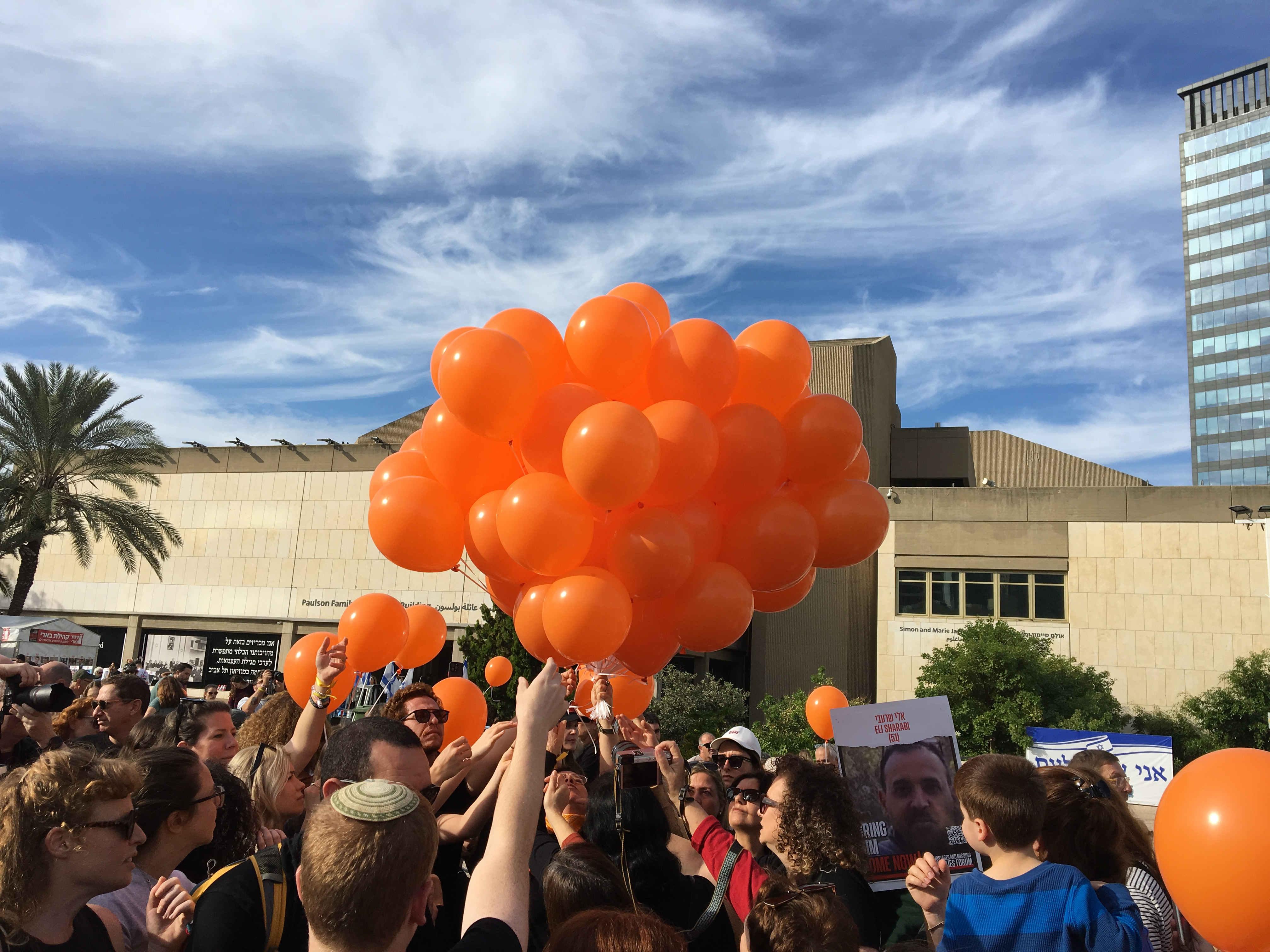
Manifestation sur la place des Otages à Tel Aviv, avec ses ballons orange (24 novembre 2023)

Selon le ministre des Affaires étrangères Eli Cohen et le Jerusalem Post, début décembre 2023, toutes les ambassades et consulats d'Israël éclairent leurs bâtiments en orange - couleur de la chevelure des enfants enlevés, devenue symbolique pour les Israéliens, - ou affichent des photographies de la famille Bibas. Le ministre souligne que l'exposition en même temps que l'allumage de la première bougie de Hanouka (symbole d'espoir) est un acte de solidarité destiné à sensibiliser aux atrocités commises par le Hamas et à mobiliser l'opinion publique du monde entier pour appeler à la libération des personnes enlevées par le Hamas.
Pendant plus d'une année, des Israéliens se réunissent tous les samedis sur la place des Otages à Tel Aviv, en réclamant la libération de tous les otages dont celle de la famille Bibas.

Shiri Bibas et ses enfants n’ayant pas été libérés, leur famille lance une campagne mondiale exigeant leur libération immédiate. Elle appelle « les décideurs, en Israël et dans le monde, impliqués dans les négociations (pour leur libération) à les ramener à la maison maintenant »,,. Elle ajoute que « Kidnapper des enfants est un crime contre l'humanité et un crime de guerre, Ariel et Kfir sont les victimes d'un mal monstrueux ». Un cousin de la famille Bibas demande à s'entretenir avec le président des États-Unis Joe Biden, le président égyptien Abdel-Fattah al-Sisi et l'émir du Qatar Tamim bin Hamad al-Thani, pour leur demander d'œuvrer à libérer la famille. Il mentionne également travailler avec le gouvernement argentin dans ce même but. Parallèlement, Ofri Bibas-Levy, tante des enfants pris en otage, en appelle à la communauté musulmane qui s'apprête à célébrer la fête du Ramadan en mars : « C’est une période de réflexion, de remords et de nouveaux départs. Ce qui s’est passé le 7 octobre ne représente pas l’islam. Ce que fait le Hamas ne représente pas l’islam. (...) L’enlèvement de bébés n’est pas l’islam. Enlever et violer des femmes, ce n’est pas l’islam ».

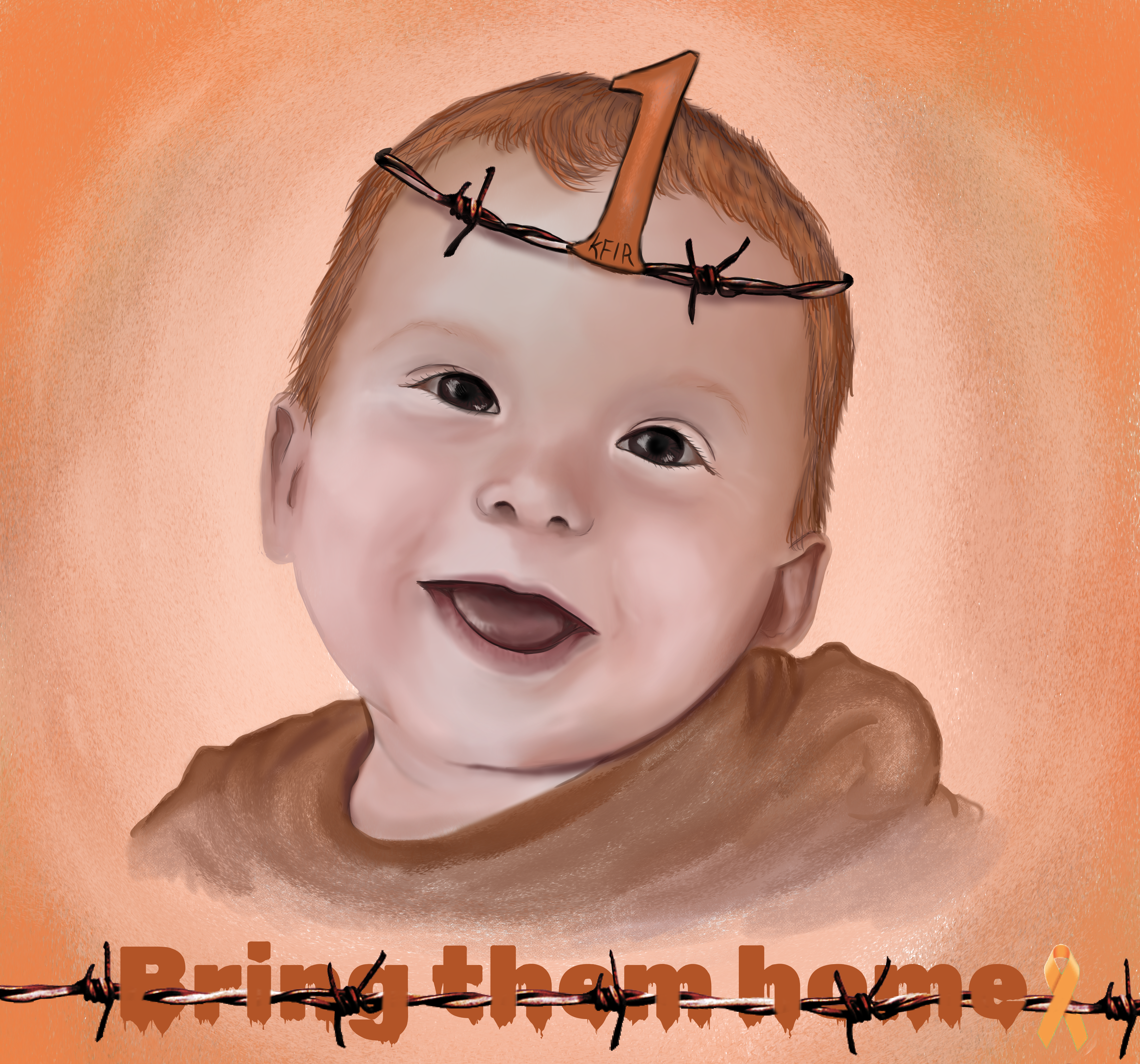
Illustration pour commémorer le 1Er anniversaire « le plus triste du monde » de Kfir Bibas en captivité, par Hodia Bushari.

Outre les manifestations régulières, organisées notamment par Le collectif 7 octobre (dont 3 500 bénévoles en France) pour la libération des otages, qui affichent particulièrement les visages des deux enfants Bibas, identifiables à leur chevelure rousse, sur de nombreuses pancartes appelant à la libération de tous les otages, des rassemblements appelant spécifiquement à la libération des membres de la famille Bibas ont lieu dans plusieurs centres en Israël et à l'étranger, y compris des manifestations régulières devant la maison du secrétaire général de l'ONU, Antonio Guterres,,. Dans beaucoup de ces manifestations, la couleur orange est soulignée, symbole des otages, de la violence du mouvement terroriste palestinien Hamas et de l'espoir de voir revenir les otages,, comme sur la tour pyramidale de San Francisco, culminant à 260 mètres, éclairée en orange pour les membres kidnappés de la famille Bibas, dès le 9 novembre 2023.

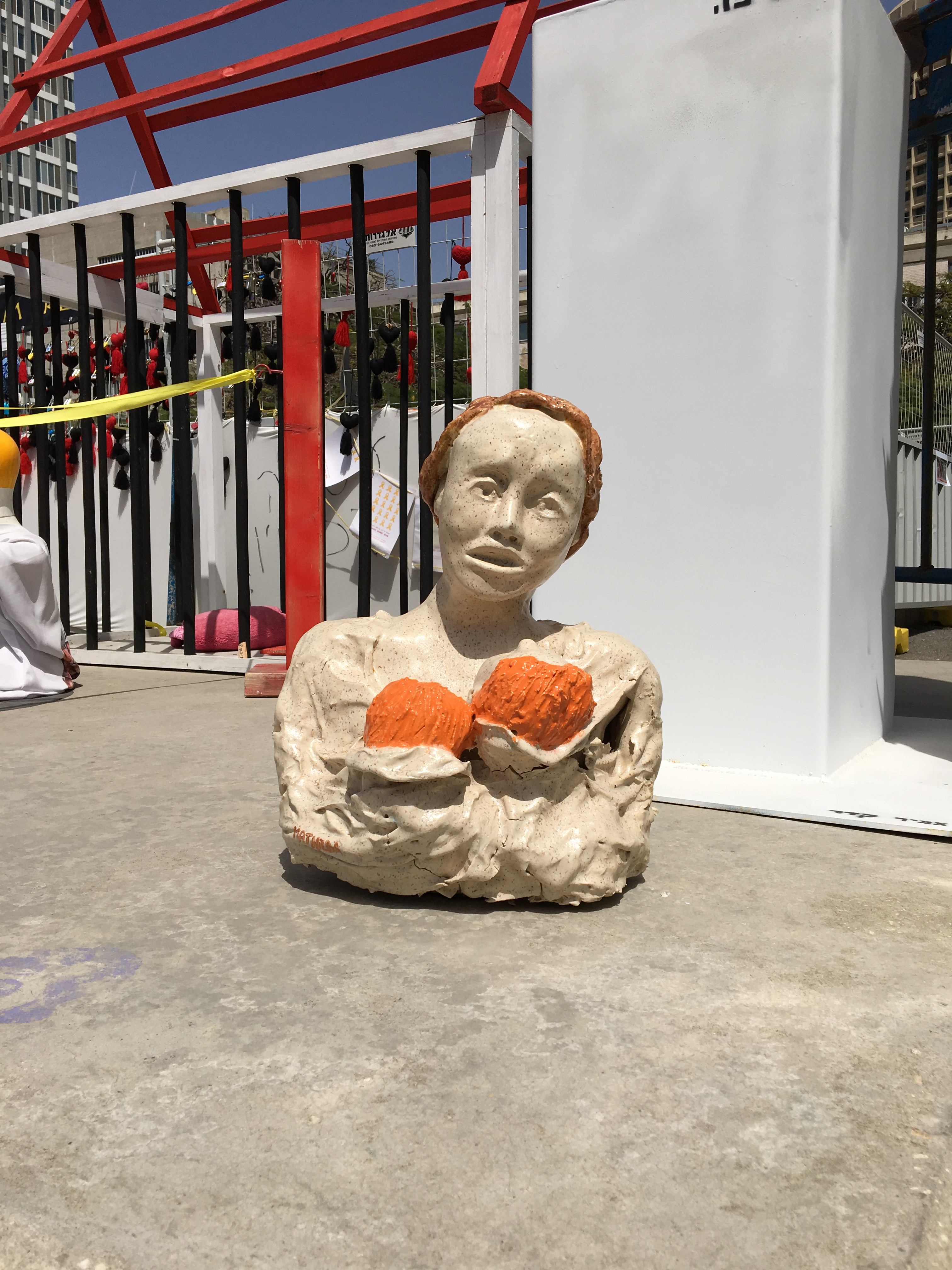
Installation artistique dans le cadre de l'activité du Forum des familles pour ramener les otages du Hamas, représentant Shiri Bibas et ses enfants lors de leur enlèvement (avril 2024)

En février 2024, des images provenant d'une caméra de rue à Khan Younès, dans le sud de la bande de Gaza, ville palestinienne sise à quelques kilomètres du kibboutz israélien de Nir Oz où la famille a été enlevée, montrent de dos Shiri Bibas portant ses deux enfants et entourée de sept hommes armés, alors qu'un homme les cache en les enveloppant d'un drap blanc, puis forcés de monter dans une voiture et être emmenés ailleurs, datées du jour de sa capture, le 7 octobre précédent, alors qu'une rumeur circulait qu'elle avait été tuée avec ses enfants pendant le passage à la frontière entre Israël et la bande de Gaza ; ces vidéos attestent donc qu’ils étaient vivants à ce moment-là, et qu'ils ont pu être conduits ailleurs,. La vidéo obtenue par Tsahal « d'un poste militaire de Khan Younis appartenant au groupe terroriste des Brigades Moudjahidine, une faction armée relativement petite dans la bande de Gaza, qui est quelque peu alliée aux dirigeants du Hamas » est montrée aux proches de la famille enlevée. L'armée israélienne dit alors craindre pour la vie du bébé et du reste de la famille Bibas.

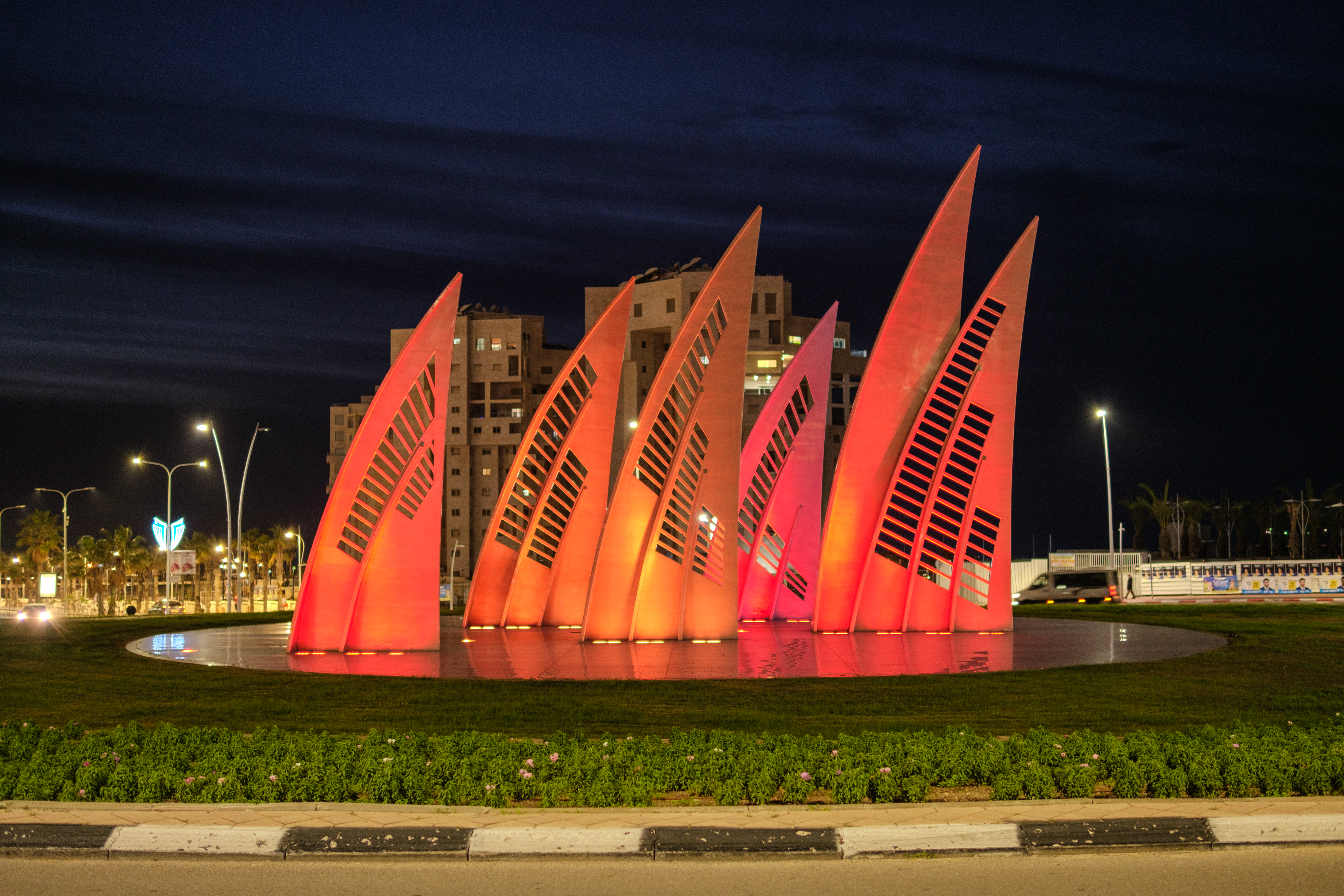
Place des voiles à Ashdod, illuminée en rouge orangé pour marquer le premier anniversaire de Kfir Bibas (janvier 2024)

Au cours des mois qui suivent l'enlèvement des Bibas dans la bande de Gaza, les membres de leur famille et leurs amis célèbrent l'anniversaire des enfants à diverses occasions, à travers des événements publics de masse. Le 18 janvier 2024, le premier anniversaire du bébé Kfir est désigné « Anniversaire le plus triste du monde ». L'événement se déroulant sur la place Hatofim (place des Otages) devant le musée d'art de Tel Aviv est animé par différents artistes et stars pour enfants, ainsi que des représentants de la famille Bibas. Cet anniversaire symbolique pour hâter la libération des otages israéliens et binationaux est également fêté ailleurs dans le monde, dont à Paris, au Sénat, avec ballons, bougies, gâteau et une distribution d'écharpes et de bonnets orange. Le 5 août de la même année, est fêté sur la place des Otages - et ailleurs - le 5ᵉ anniversaire de naissance de l'aîné de la jeune fratrie, Ariel Bibas,,.
En août 2024, lors du festival Redhead Days à Tilburg, aux Pays-Bas, connu pour célébrer les personnes aux cheveux roux et auburn, les membres de la famille Bibas demandent aux participants de mettre en lumière les enfants Bibas pour sensibiliser l'opinion publique à leur séjour prolongé en tant qu'otages.
Lors de l'accord d'échanges de janvier 2025 entre le Hamas et Israël, permettant la libération d'otages israéliens (et autres nationalités) contre celle de prisonniers palestiniens, et prévoyant que les femmes et les enfants soient libérés en premiers, Kfir (2 ans), Ariel (5 ans) et leur mère Shiri Bibas ne figurent toujours pas sur la liste des otages libérables. Le sort des deux derniers enfants otages dans la bande de Gaza inquiète le porte-parole de Tsahal, le contre-amiral Daniel Hagari.

### Libération de Yarden Bibas

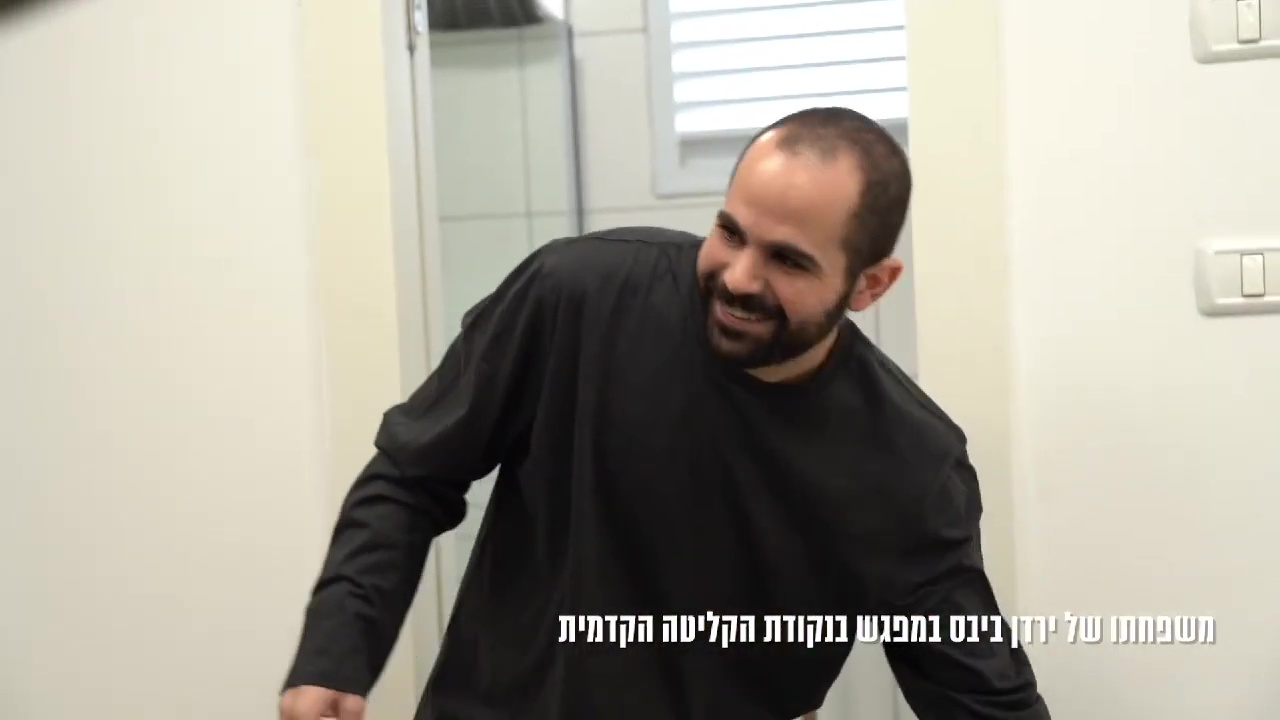
Libération de Yarden Bibas (1er février 2025)

Si le père de famille, Yarden Bibas, est libéré avec d'autres captifs le 1er février 2025, à travers un cérémonial récurrent du Hamas lors de sa remise au Comité international de la Croix-Rouge (CICR) dans la bande de Gaza, dans le cadre de la première phase de l'accord de trêve entre Israël et le Hamas, entré en vigueur le 19 janvier, les efforts pour obtenir la libération du reste de sa famille n'aboutissent pas.
Environ une semaine après sa libération, Yarden Bibas publie une déclaration concernant son épouse et leurs enfants Ariel et Kfir : « Malheureusement, ma famille n'est pas encore revenue à la maison. Ils sont toujours là-bas. Ma lumière est toujours là-bas et tant qu'ils sont là-bas, tout est sombre ici. ».
Le 18 février 2025, le Hamas annonce qu’il va restituer deux jours plus tard les corps de quatre personnes kidnappées le 7 octobre, soit des membres de la famille Bibas, à savoir la mère Shiri Bibas et ses deux bébés Ariel et Kfir, ainsi que celui d'Oded Lifshitz, militant pacifiste (83 ans lors de son enlèvement), l’un des fondateurs du kibboutz Nir Oz, qui s'est « battu toute sa vie pour les Palestiniens » tué lors d'une frappe israélienne 
. Le lendemain, les (en)Brigades Al-Mujahideen revendiquent explicitement la responsabilité de l'enlèvement initial de la mère et des deux enfants Bibas, sur un media arabe et sur les réseaux sociaux. Après 503 jours d'attente, ces annonces plongent de nombreux Israéliens dans la « détresse ».

### Restitution des corps de Shiri, Ariel et Kfir Bibas
Le jeudi 20 février 2025 à Khan Younès dans la bande de Gaza, une mise en scène macabre accompagne de musique des cercueils noirs montés sur une estrade entourée d’hommes cagoulés et en armes, montrant sur une immense affiche la photographie de Benyamin Netanyahou sous les traits d’un vampire aux visage et crocs ensanglantés, avec en-dessous la photographie des quatre défunts en surimpression, accusant ainsi le Premier ministre israélien d’être lui-même coupable de la mort de la famille Bibas et de Lifshitz,,. Sur chaque cercueil est fixée une petite photographie du défunt avec son nom et celle de Netanyahou en vampire. Chaque cercueil est tenu par quatre porteurs masqués et vêtus de noir dont le front est ceint par un bandeau à inscriptions, de couleur différente pour chacun : vert pour le Hamas, noir pour Daesh, rouge pour le Jihad islamique palestinien et jaune pour les brigades des martyrs d'El-Aqsa d'Abou Mazen (Mahmoud Abbas), qui agissent conjointement à l'occasion[réf. nécessaire],.
Malgré les précédents appels à la décence, le spectacle se donne en présence de centaines de Gazaouis dont des enfants, en partie retenus par des barrières, et expose diverses armes de guerre. En écho aux propos de Netanyahou qui se dit outré et à la peine de la population israélienne, le Haut-Commissaire des Nations Unies aux droits de l'homme Volker Turk déclare que « La parade des corps à Gaza est odieuse et cruelle et va à l'encontre du droit international ».
Remis au CICR, les cercueils contenant les dépouilles des otages sont confiés à l'armée israélienne ; à leur réception, un rabbin procède à une cérémonie puis les sapeurs de Tsahal effectuent un contrôle de sécurité pour écarter la possibilité que les cercueils — verrouillés mais livrés sans clef — aient été piégés, et d'autres vérifications. À l'intérieur, ils découvrent du matériel de propagande du Hamas, ce qui constitue une « profanation du caractère sacré des morts » pour Israël qui demande des comptes aux médiateurs du cessez-le-feu.
Ensuite recouverts d'un drapeau israélien, les cercueils sont acheminés par un convoi de l'armée vers l’Institut de médecine légale Abu Kabir de Jaffa à Tel Aviv — unique lieu en Israël à pratiquer des autopsies médico-légales sur des personnes mortes brutalement — pour que les dépouilles soient identifiées,. Sur leur chemin, des citoyens israéliens se sont alignés le long des routes près de la frontière de Gaza pour regarder passer le convoi et lui rendre hommage, pour ensuite se rassembler pour certains d'entre eux sur la place des Otages de Tel Aviv,.
En échange des quatre corps israéliens (Bibas et Lifshitz), Israël libère plus de 600 prisonniers et détenus palestiniens, parmi lesquels figurent des personnes condamnées à la réclusion à perpétuité pour des attaques meurtrières contre des Israéliens, ainsi que des femmes et des mineurs arrêtés pendant la guerre à Gaza et détenus sans inculpation.
Après identification par l'ADN, il apparaît que la dépouille supposée de Shiri Bibis n'a pas été rendue à Israël comme prévu ; à la place, se trouve le corps non-identifié d'une femme qui est celui d'aucune otage,,,,,,. Pour le gouvernement israélien, le Hamas a menti et violé l’accord » d'échange. Le Hamas reconnaît dans un communiqué « la possibilité d'une erreur ou d'un mélange de corps » dans la zone où se trouvait la famille Bibas avec d'autres Palestiniens, et qui a été bombardée selon lui par Israël. Le journal Haaretz indique que La [remise du mauvais corps] aurait pu être le résultat du chaos, ou d’une tromperie délibérée du groupe [des Seigneurs du Désert],.
Alors que le Hamas avait répété, dès novembre 2023, que Shiri, Ariel et Kfir Bibas avaient perdu la vie à la suite de bombardements israéliens, le porte-parole de l'armée israélienne, Daniel Hagari, annonce qu'après les autopsies et tests médico-légaux pratiqués sur leurs restes, dans la nuit du 20 au 21 février, les enfants Bibas sont morts « avec certitude... brutalement »,,,, « tués de sang froid »,, en étant étranglés,, « à mains nues »,,, par l'organisation extrémiste salafiste (en)Al-Mujahideen. Il en va de même pour le corps restitué le même jour de l'otage octogénaire, Oded Lifshitz, assassiné en captivité cette fois-ci par le Jihad islamique, selon l'armée,. Il est estimé que les frères Ariel et Kfir ont été tués vers la fin du mois de novembre ou au début de décembre 2023. L'armée et des responsables israéliens précisent qu'ensuite, leurs corps ont été sauvagement profanés : [les terroristes]ont commis des actes horribles pour dissimuler ces atrocités »,,,,. L'un des médecins présents déclare : « Sur un plan personnel, lire les détails de leurs autopsies a été l’une des choses les plus difficiles que j’ai vécues depuis longtemps ». Cependant, le 22 février, la famille Bibas dit souhaiter expressément « que le monde sache qu’il s’est agi d’un meurtre, sans plus de considérations » : « Toute publication de détails (y compris sur la façon dont les corps ont été traités) est contraire à la volonté de la famille, et nous demandons que cela soit évité »,,.
Le vendredi 21 février au soir, le Hamas rend à Israël via le CICR le vrai corps de Shiri Bibas, confirmé après identification israélienne,,. Comme ses enfants, Shiri Bibas n'a pas été tuée par une frappe aérienne de Tsahal et son corps a également été mutilé pour faire croire à cette version, ainsi qu'en concluent les preuves médico-légales,,,. « La confirmation de la mort de Shiri Bibas signifie que trois générations de sa famille ont été assassinées par des terroristes ».
Israël déclare avoir partagé des preuves de ses affirmations avec ses partenaires internationaux pour vérification mais pour respecter la volonté de la famille Bibas, qu'il ne les rendra pas publiques,,. De son côté, le Hamas qualifie les allégations israéliennes de « mensonges sans fondement ».

### Enterrement
L'enterrement de Shiri Bibas (32 ans) et de ses deux enfants, Ariel (4 ans) et Kfir (10 mois), a lieu le matin du mercredi 26 février 2025, et se déroule dans l'intimité, conformément à la volonté de la famille qui n'y a invité aucun représentant du gouvernement israélien. Pour qu'ils restent ensemble, les trois corps reposent dans un seul cercueil aux côtés de ceux de leurs parents et grands-parents également assassinés, Yossi et Margit Silverman, au cimetière régional de Tsoher (conseil régional d'Eshkol), près de leur ancienne maison au kibboutz de Nir Oz.

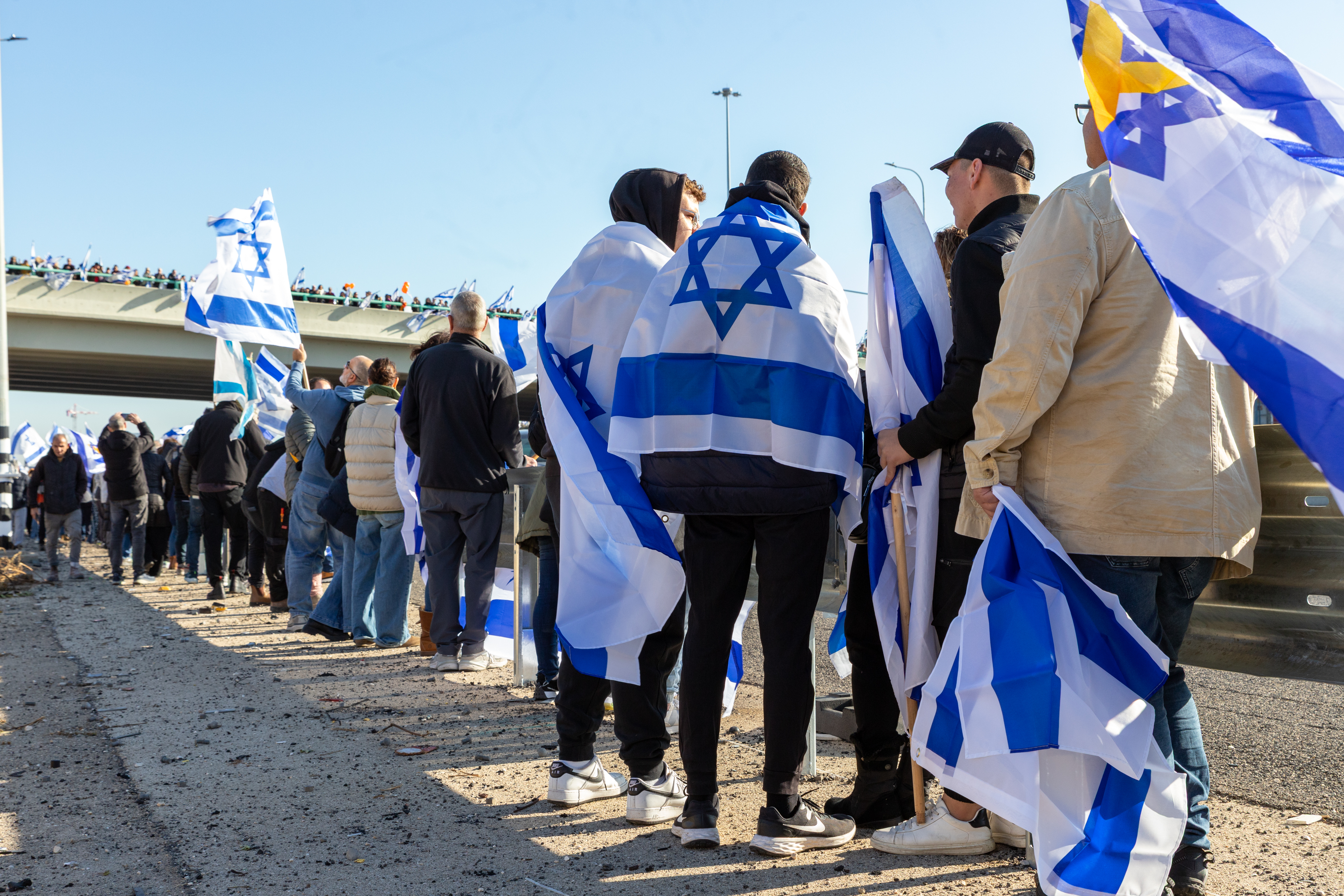
Des milliers de personnes rassemblées à l'échangeur de Yavne pour soutenir le cortège funèbre de la famille Bibas (26 février 2025)

Dans le souci de partager sa gratitude envers tous ceux qui les ont soutenus, la famille dévoile le parcours du convoi funéraire. L’Israel Business Forum, représentant la plupart des travailleurs du secteur privé du pays, a autorisé ses employés à arriver en retard au travail ce matin-là, afin de participer au cortège et de témoigner leur soutien aux Bibas tout au long du parcours. Le groupe arabo-israélien Atidna, représentant les citoyens arabes d'Israël, fondé pour favoriser le partenariat arabo-juif, le respect mutuel et l’égalité civile en Israël, annonce également sa participation au cortège funèbre de la famille Bibas, pour exprimer sa solidarité et sa position morale contre la violence, en déclarant d'une seule voix : « non au terrorisme, non au meurtre, oui à la vie et à l'humanité ». Des milliers de personnes affligées expriment ainsi leur solidarité par leur présence armée de ballons, de drapeaux et de pancartes, tout au long du chemin menant des pompes funèbres de ville de Rishon LeZion, dans le centre du pays, au cimetière près de la frontière avec la bande de Gaza où les victimes ont trouvé la mort, comme dans un « mouvement national de deuil »,,,,. Parallèlement, des éloges sont diffusés à la télévision israélienne et diffusés sur Internet.
Ce même jour, un rassemblement silencieux se tient à la Tour Eiffel en mémoire de la famille Bibas. Dans plusieurs endroits de la planète, d'autres cérémonies silencieuses ont lieu au cours desquelles des ballons orange - de la couleur des cheveux des deux jeunes frères - sont lâchés dans le ciel en mémoire de la famille Bibas, pour « Que leur souvenir soit une bénédiction », selon la formule consacrée. L'Assemblée nationale à Paris, la porte de Brandebourg de Berlin, le Pont des Chaînes à Budapest, l'Empire State Building de New York, les chutes du Niagara et d'autres monuments ou lieux internationaux s'illuminent en orange en l'honneur de la famille Bibas,,.

### Réactions
Après la remise des corps des enfants Bibas, le président argentin Javier Milei décrète, le 21 février 2025, deux jours de deuil national pour ces deux citoyens argentins par leur père Yarden.
Comme une partie de la population israélienne, la famille Bibas accuse Benyamin Netanyahou d'avoir abandonné ses membres enlevés lors de l'attaque du 7 octobre 2023,,,.
Après les analyses médico-légales sur les dépouilles remises par le Hamas, Yarden Bibas s'exprime : « Assurez-vous que le monde entier connaisse l'horreur du meurtre brutal de mes enfants ». En dépit des demandes de discrétion sur le détail des autopsies pratiquées, la sœur de Yarden Bibas accuse les médias israéliens, les internautes, les diplomates et particulièrement Netanyahou de bafouer ouvertement les souhaits de la famille.
Le groupe arabo-israélien « national-sioniste » Atidna condamne fermement le Hamas pour le meurtre des Bibas en le qualifiant d'« acte de barbarie qui n'a aucune justification » et appelle les dirigeants politiques arabes israéliens à dénoncer le terrorisme.
Yarden Bibas lance un appel à Donald Trump le 31 mars 2025 à la télévision américaine, lui demandant de faire cesser les attaques israéliennes sur Gaza déclenchée le 18 mars et de faire libérer les otages.

## Galerie

Street art et manifestations en Israël
À Tel Aviv.
À Tel Aviv
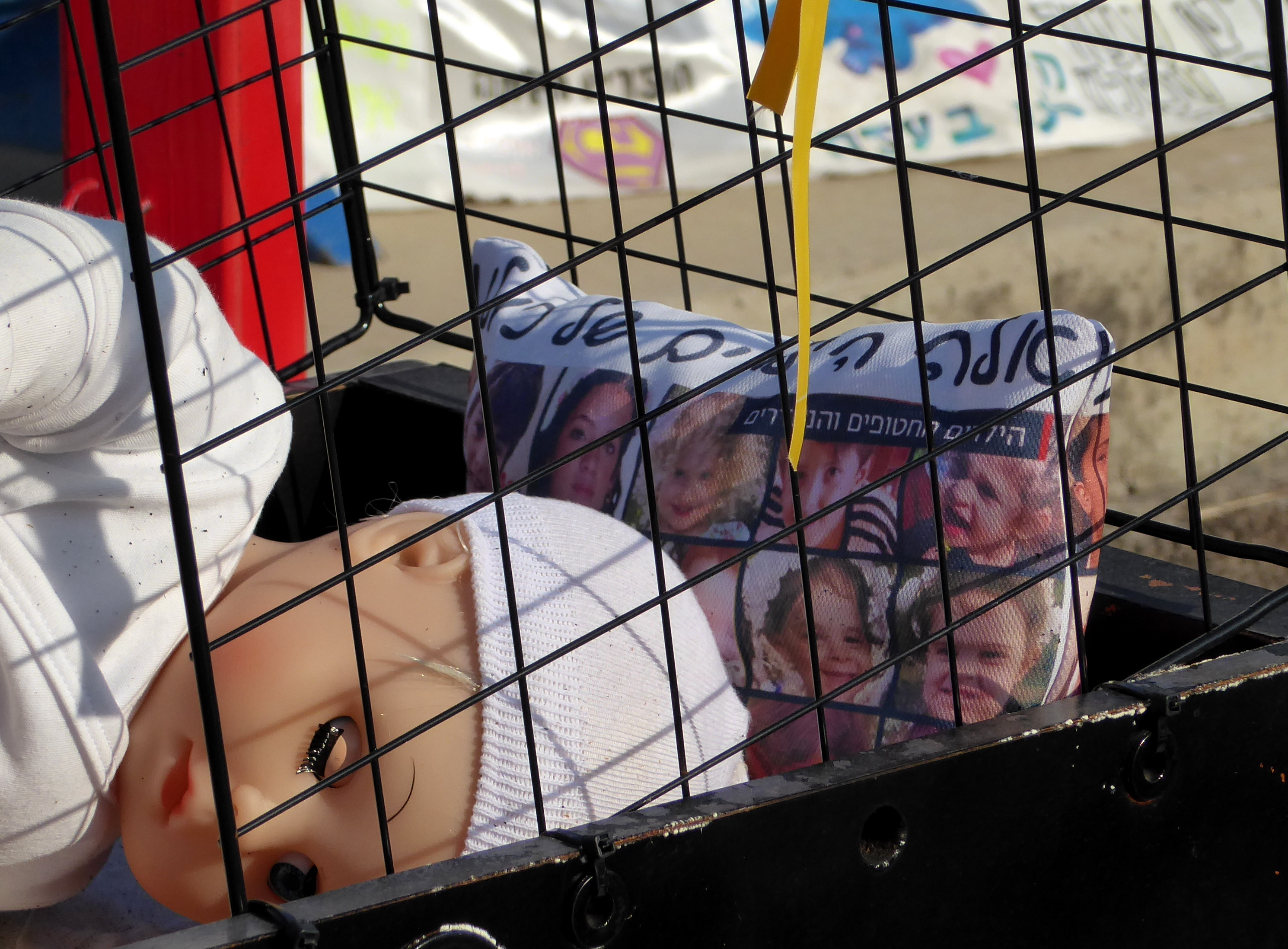
À Tel Aviv
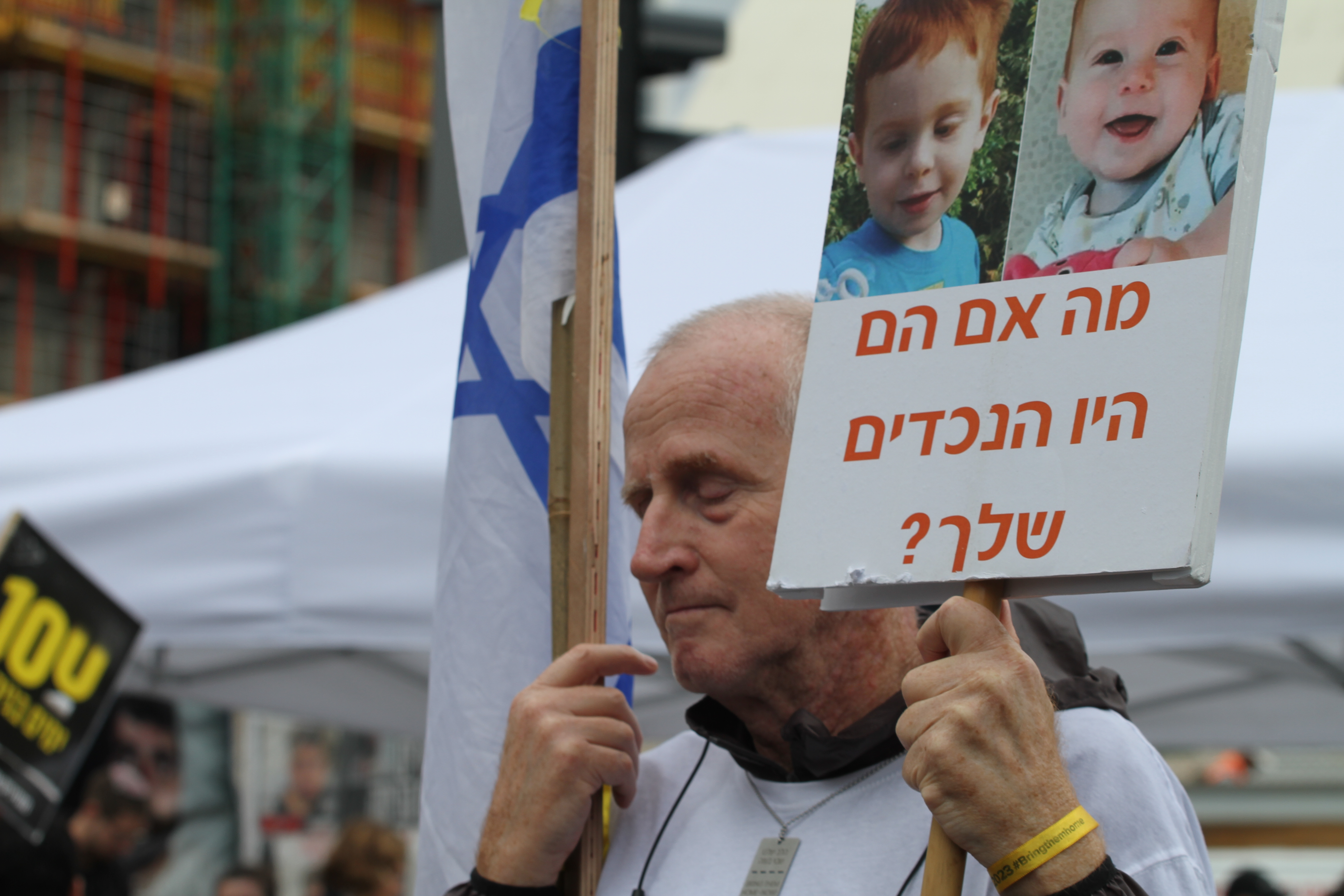
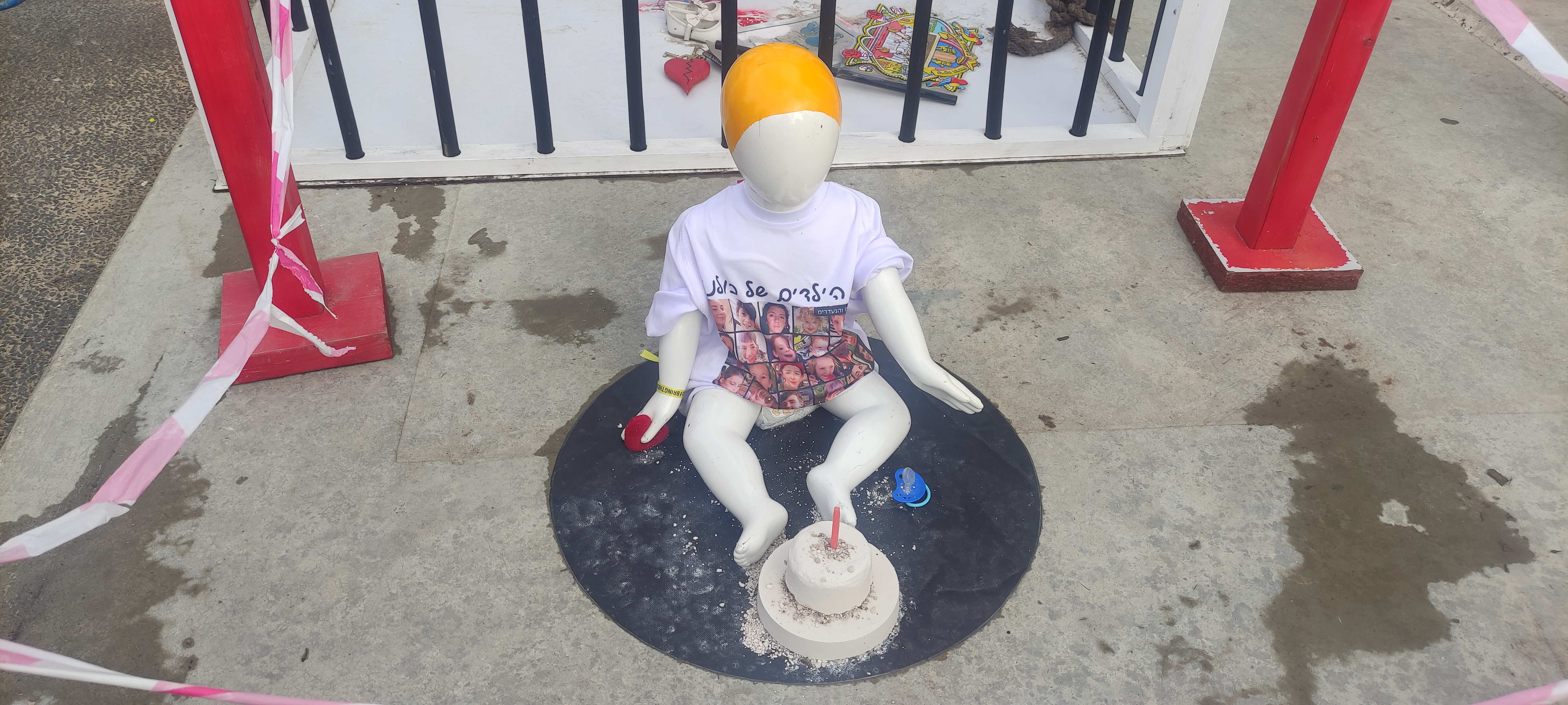
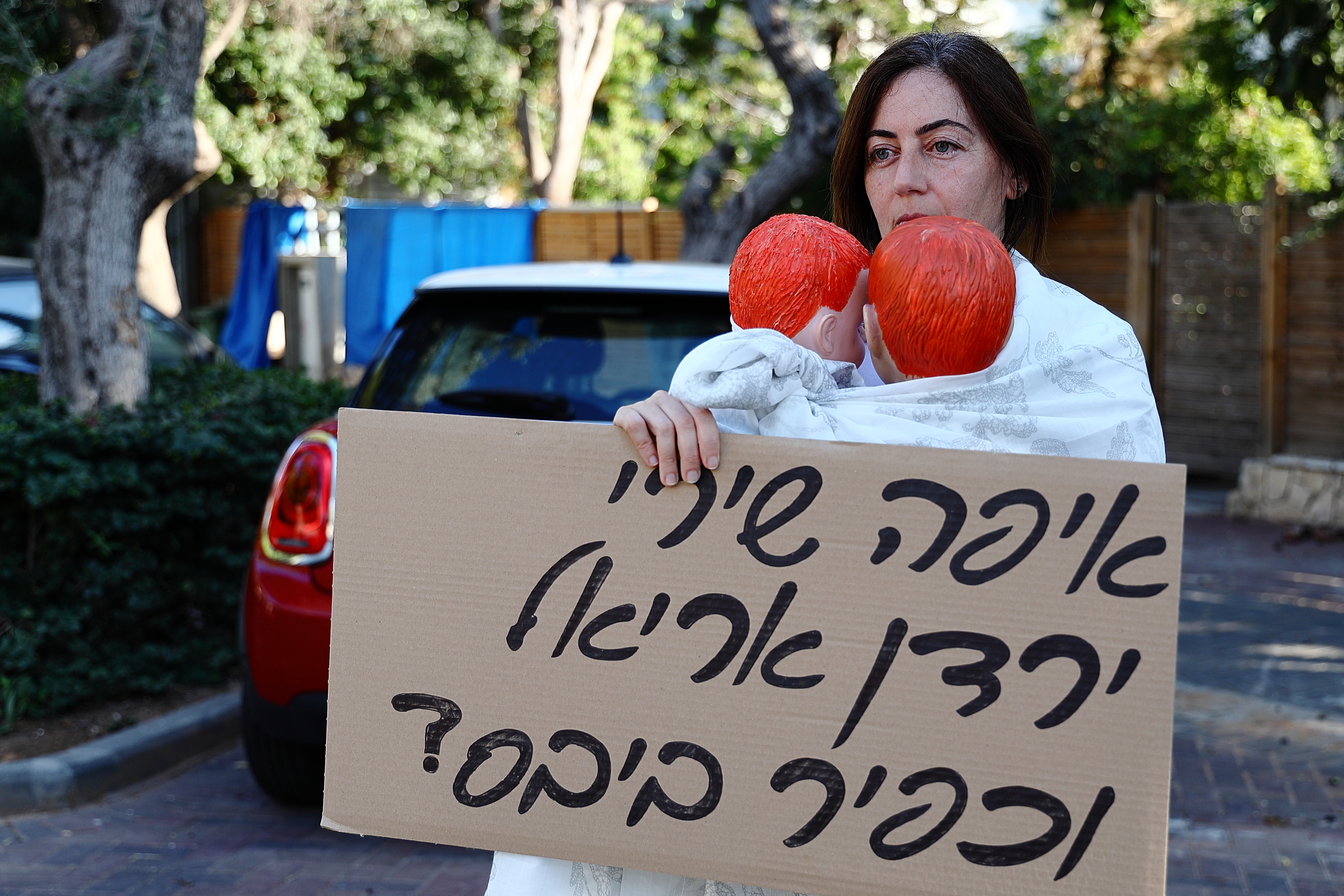
Devant la maison du président Yitzhak Herzog à Tel Aviv